# Christian Löffler (Musiker)

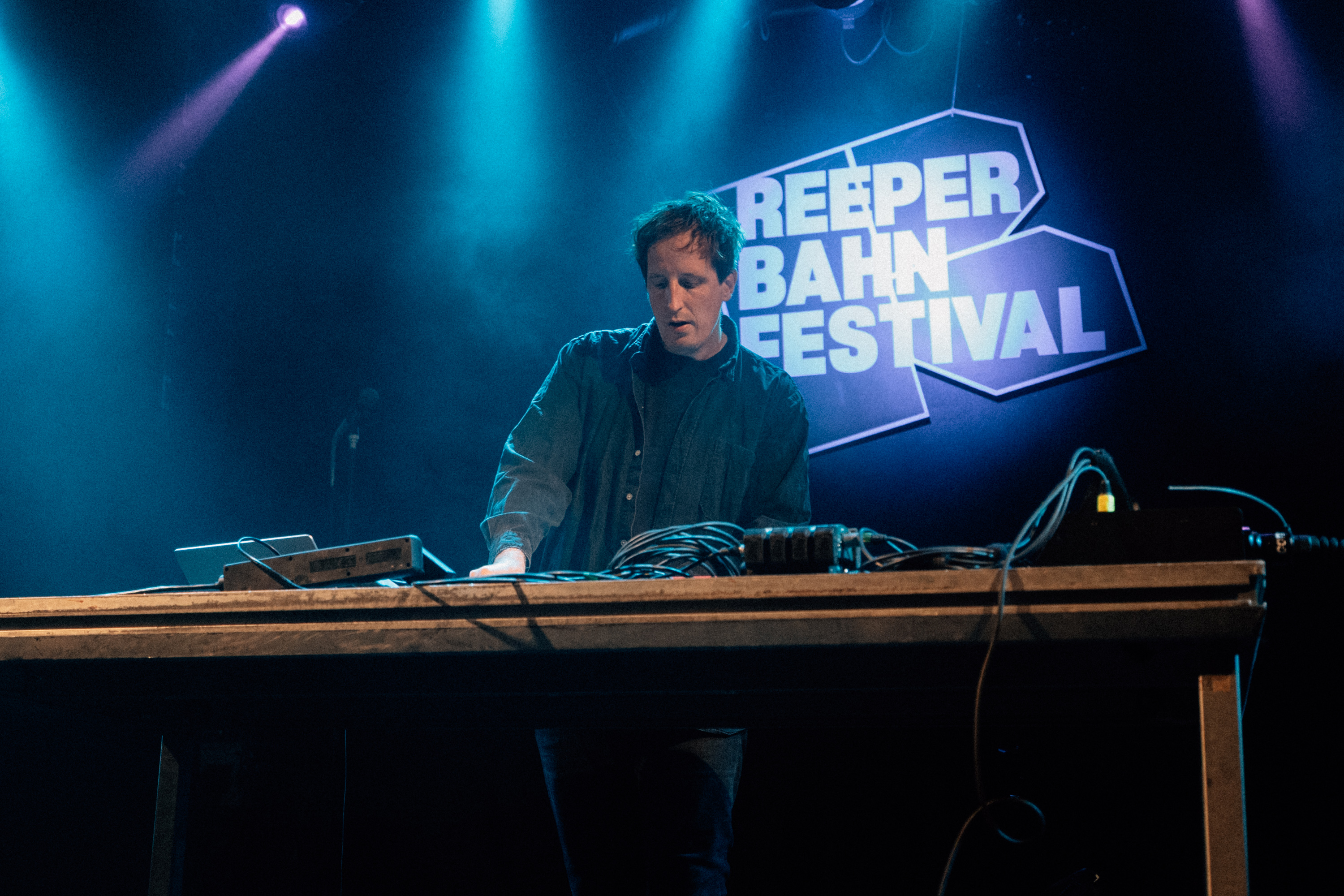
Christian Löffler live beim Reeperbahn-Festival 2023

Christian Löffler (* 5. April 1985 in Greifswald, damalige DDR) ist ein deutscher Musiker, dessen Musik den Richtungen Techno, Deep House, Ambient und Electronica zugeordnet wird und der als Liveact auftritt. Er ist Mitbegründer des Independent-Labels Ki Records, auf dem er seine Singles und Alben größtenteils veröffentlicht.

## Leben
Löffler studierte zunächst Betriebswirtschaftslehre. Ab 2006 studierte er an der Universität Greifswald im Fachbereich Bildende Kunst. Seine Plattencover und Musikvideos gestaltet Löffler bis in die Gegenwart zum Großteil selbst.
Löffler lebt im mecklenburgischen Graal-Müritz und unterhält auf der nahegelegenen Halbinsel Darß in einer Blockhütte ein Studio.

## Karriere als Musiker

### Anfänge als Musiker
Während seiner Jugendzeit begann Löffler an Musik zu arbeiten und hatte erste Auftritte in Greifswald. Er begann, Töne und Geräusche in der Natur aufzunehmen (sogenannte Field Recordings), die er dann auf einem Drumcomputer bearbeitete.
2008 veröffentlichte er seine erste Single A Hundred Lights, im selben Jahr gründete er mit Ki Records sein eigenes Musiklabel.

### A Forest(2012) undMare(2016)
Für die Arbeit an seinem 2012 erschienenen Debütalbum A Forest zog er sich drei Monate in ein Gartenhaus in Usedom zurück. Auf dem Album arbeitete er mit der dänischen Sängerin Gry Bagøien sowie der deutschen Sängerin Mohna zusammen; auf dem Song „Swift Code“ wiederum mit dem Schriftsteller Marcus Roloff. Diese Kooperation entsprang einer gemeinsamen Aufführung zu Roloffs Werk „Mit einem Bein im Traum“ auf den Frankfurter Lyriktagen 2011.
2016 erschien Löfflers zweites Album Mare, das 17 Tracks enthält. Während sein Debütalbum A Forest den Wald als thematischen Hintergrund hat, greift Mare bereits im Titel das Meer als Motiv des Albums auf. Neben verschiedenen Kollaborationen, unter anderem bei vier Titeln erneut mit Mohna, war Löffler auf diesem Album auch erstmals selbst als Sänger zu hören.
2018 erhielt Löffler eine Nominierung beim Deutscher Musikautor*innenpreis der GEMA in der Kategorie Komposition Dance/Elektro.

### Graal (Prologue)(2019) undLys(2020)
Im April 2019 wurde zunächst das dritte Album Graal (Prologue) veröffentlicht, im März 2020 folgte als Fortsetzung und bewusster Kontrast zu Graal das vierte Album Lys. Auf Lys (dänisch für Licht) arbeitete Löffler unter anderem mit den Sängerinnen Josephine Philip und Mona Steinwidder zusammen, letztere wirkt auch häufiger als Sängerin bei Löfflers Live-Auftritten mit. Mit Lys gelangte Löffler erstmals in die Deutschen Albumcharts.

### Parallels: Shellac Reworks(2021) undA Life(2024)
Sein nachfolgendes Album Parallels: Shellac Reworks von 2021 entstand während der Covid-19-Pandemie, als er keine Live-Auftritte absolvieren konnte, in Zusammenarbeit mit der Deutschen Grammophon. Löffler erhielt Schellackplatten aus dem Archiv des Klassiklabels zur freien Verfügung, um die auf den Platten vorhandenen Musikwerke des Barock, der Klassik und der Romantik in seinem Stil zu bearbeiten. So enthält das bei der Deutsche Grammophon erschienene Album vier Titel basierend auf Werken von Ludwig van Beethoven anlässlich dessen 250. Geburtstages im Jahr 2020 sowie zusätzlich Bearbeitungen einzelner Werke von Bach, Wagner, Chopin, Smetana und Bizet.

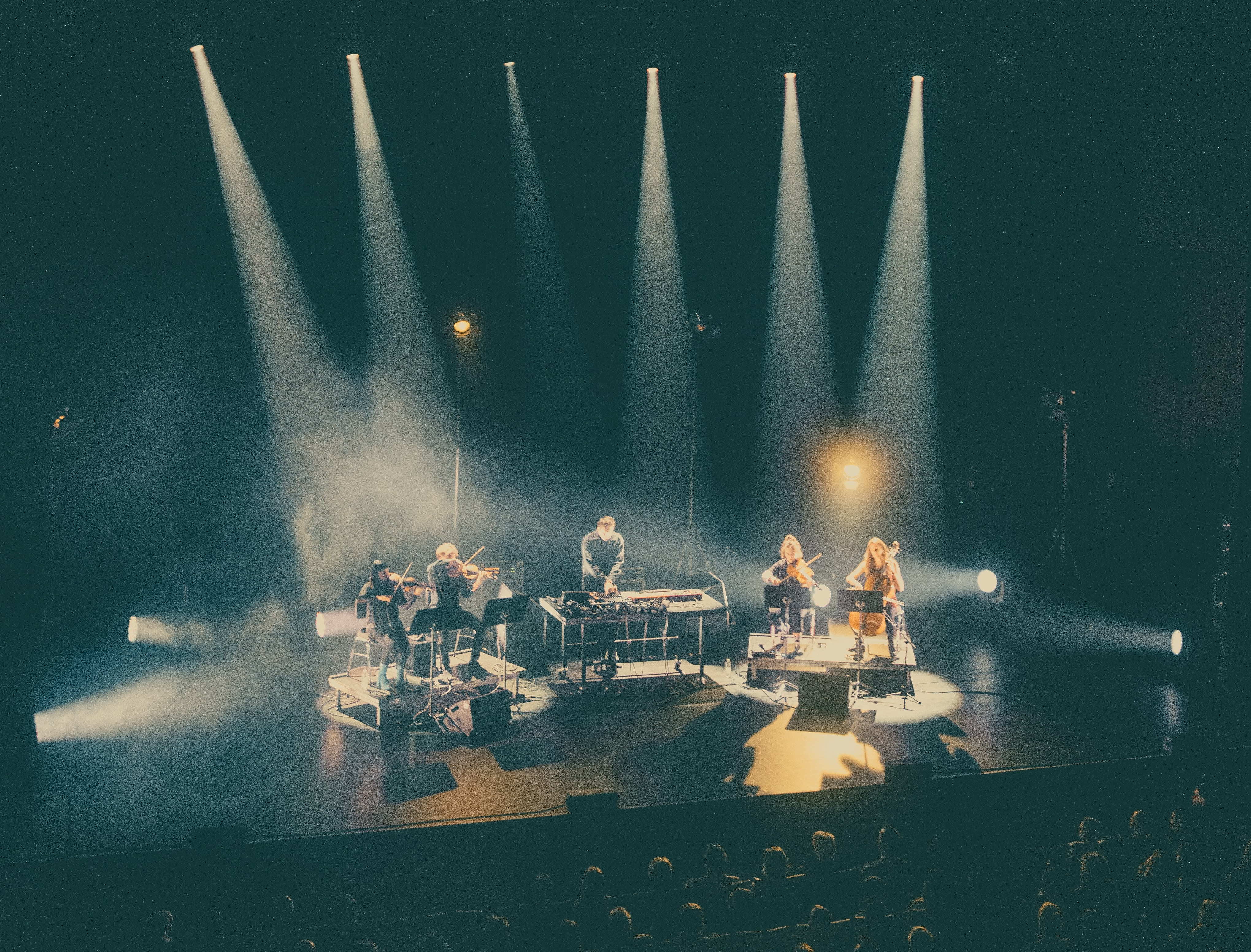
Christian Löffler mit dem Detect Ensemble

Seine Beethoven-Bearbeitungen führte Löffler bereits im Dezember 2020 mit dem Beethoven-Quartett Bonn im Beethoven-Haus auf. 2022 trat er mit Parallels auf dem BBC After Dark Festival im The Sage Gateshead mit dem Kammerorchester Royal Northern Sinfonia auf. Auch unternahm er 2022 eine Tour mit dem Detect Ensemble, einem klassischen Streichquartett, das seine Musik begleitete.

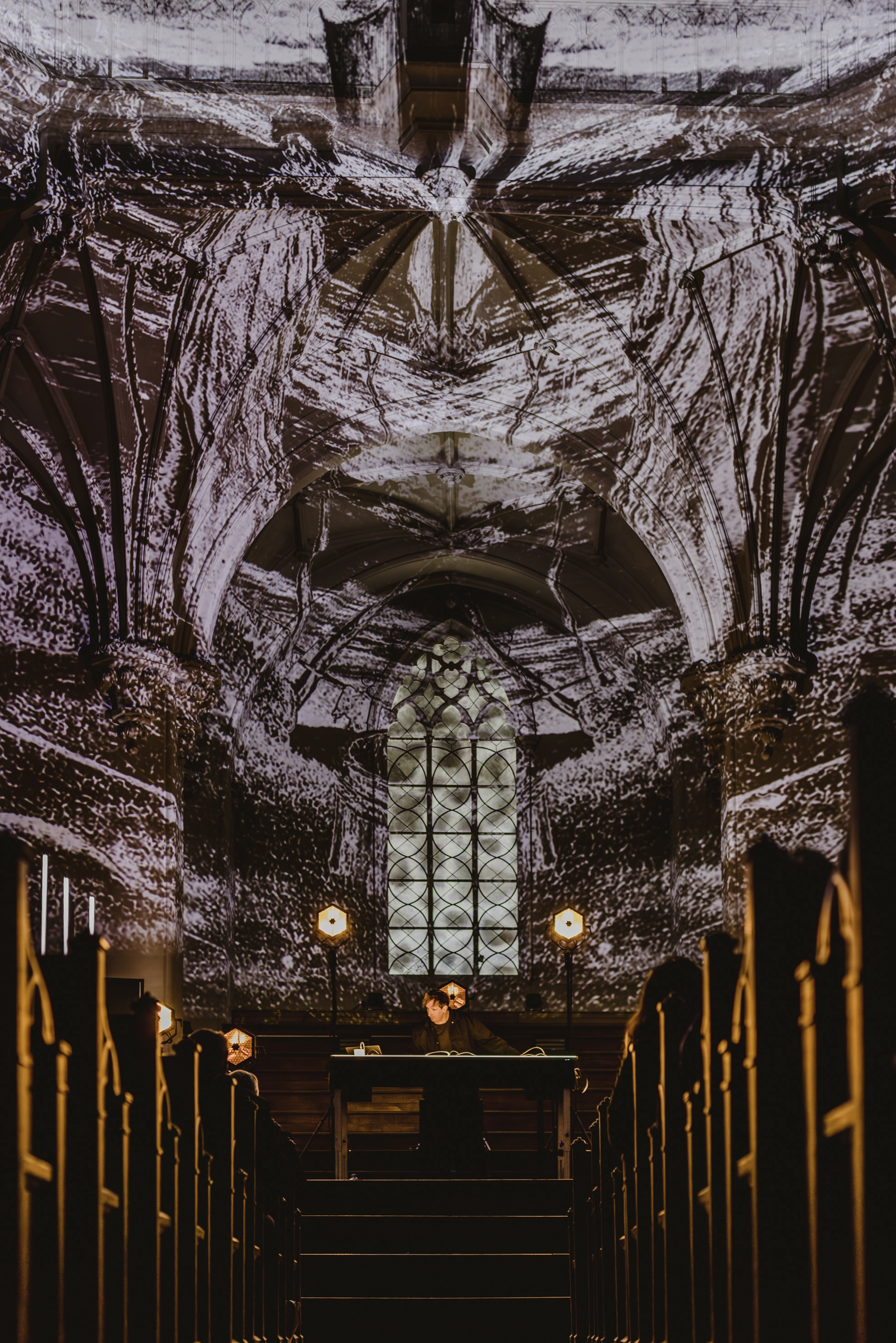
Christian Löffler bei der Eröffnung des Caspar David Friedrich Jahres im Greifswalder Dom St. Nikolai

Anlässlich des 250. Geburtstags des Greifswalder Malers Caspar David Friedrich hatte Löffler Anfang 2024 einen Auftritt bei der Eröffnungsveranstaltung des Friedrich-Jahres im Dom St. Nikolai in Greifswald; in diesem Zusammenhang berichtete unter anderem das Kulturmagazin Aspekte über ihn. Im April 2024 wurde mit A Life das sechste Album Löfflers veröffentlicht. A Life legte er nach eigenen Angaben bewusst so an, dass es intuitiv wirkt und im Kontrast zu einer systematischen, überproduzierten Musikproduktion steht. Auf dem Album arbeitete er mit den Gastsängern Malou, Mogli und Henry Green zusammen.

### Live-Auftritte
Löffler ist jährlich über drei Monate auf Tournee und führt seine Kompositionen als Liveact auf. Er hat ein weltweites Publikum und Auftritte in Europa, den Vereinigten Staaten und Japan.

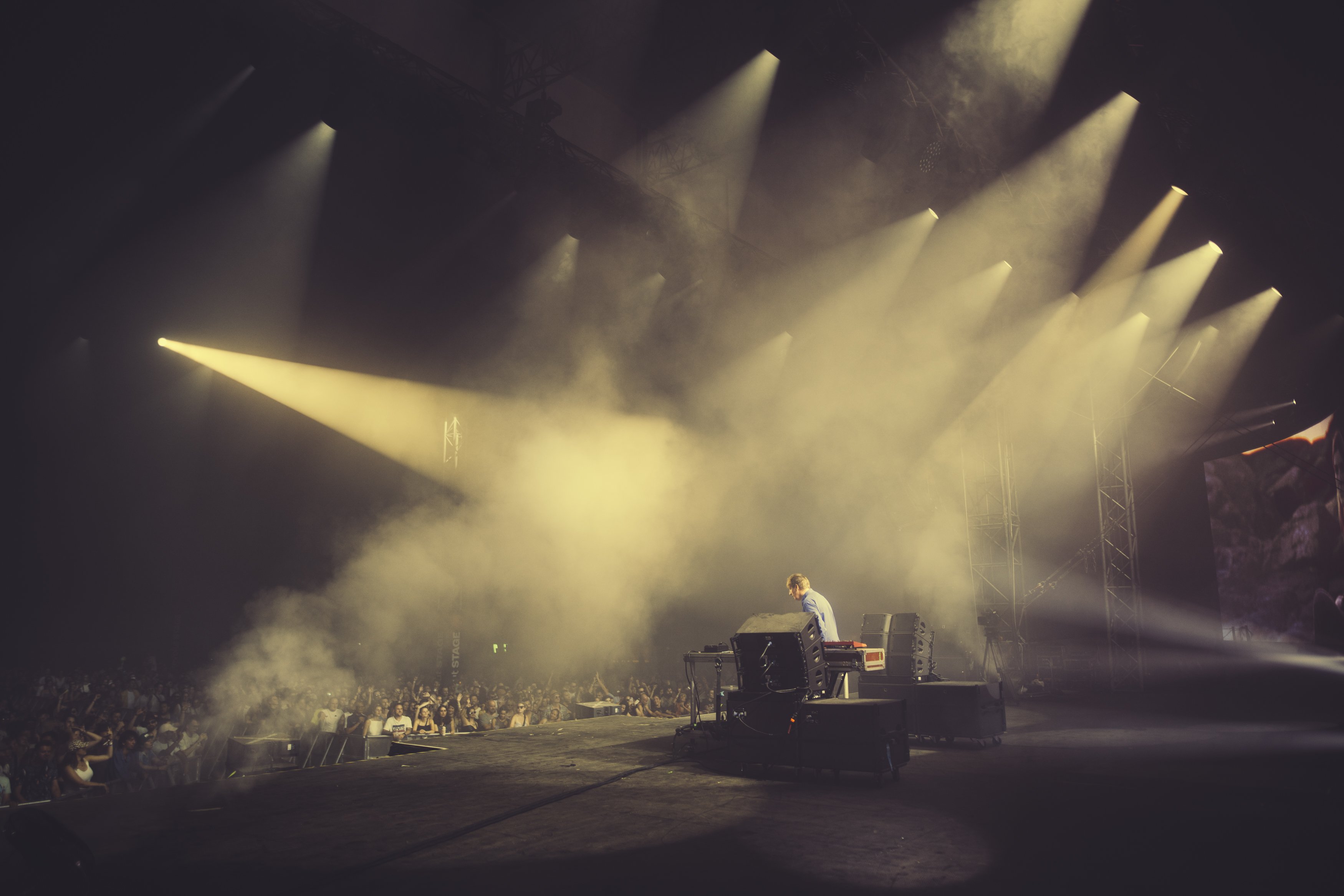
Christian Löffler live auf dem Sziget-Festival in Budapest 2024

## Rezeption
Über sein Debütalbum schrieb Philip Fassing im Musikmagazin Intro, A Forest bringe „die alte Liaison aus Kickdrum und Blätterrauschen völlig unprätentiös auf den Punkt“ (Intro 203, 06/2012). Der Musikexpress verglich Löfflers Musik mit der von Erik Satie.

„Statt Pop für den Club zu machen, geht Christian Löffler aus Greifswald genau umgekehrt vor. Er programmiert House-Tracks, die man als – weitgehend instrumentalen – introspektiven Pop deklarieren könnte. […] House als Folie für Nachdenklichkeit und Einkehr – auch das ist möglich, wie vor Löffler schon die Hamburger Musiker Lawrence oder Pantha du Prince gezeigt haben. ‚A Forest‘, das seinen Titel mit einem frühen Hit der Band The Cure teilt, ist jedenfalls jetzt schon ein Klassiker des kontemplativen House.“

Dirk Domin von ByteFM bemerkte 2016 anlässlich der Veröffentlichung von Mare, Löffler gelänge es immer wieder, „Techno, Pop, Melancholie und Überschwänglichkeit unter einen Hut zu kriegen“. Laut.de beschreibt in einem Porträt Löfflers Musik als „elektronische Musik, die zwischen Ambient und Tanzfläche pendelt, dabei aber stets einen starken melancholischen Einschlag aufweist“.
Faze Magazin schreibt in den Platten des Monats für Mai 2024, Löffler positioniere sich mit seinem Album A Life „sehr bewusst und eindeutig gegen die technischen Möglichkeiten der KI und für die menschliche Kreativität als etwas Tiefgründiges und Einzigartiges“. Die Titel seien „stimmungsvoll, ausdrucksstark“ und „ein Statement, dass Musik weit mehr ist als nur ein Produkt“.
AllMusic beschreibt Löfflers Werke als „gefühlsbetonte, melancholische Musik, die sich isoliert anfühlt und doch auf seltsame Weise ansprechend ist“.

## Diskografie (Auswahl)
Alben
- 2012: A Forest (Ki Records)
- 2016: Mare (Ki Records)
- 2019: Graal (Prologue) (Ki Records)
- 2020: Lys (Ki Records)
- 2021: Parallels: Shellac Reworks (Deutsche Grammophon/Universal Music)
- 2024: A Life (Ki Records)

Singles und EPs
- 2008: A Hundred Lights (Orphanear)
- 2009: Heights (Ki Records)
- 2010: Raise (c.sides)
- 2011: Baltic Sea (feat. Steffen Kirchhoff; Ki Records)
- 2012: Aspen (Ki Records)
- 2014: All Comes (Ki Records)
- 2014: Young Alaska (Ki Records)
- 2015: York (20:20 Vision)
- 2015: Lost (Just This)
- 2016: Wilderness (feat. Mohna; Ki Records)
- 2016: Licht (Ki Records)
- 2016: Reubin (Ki Records)
- 2017: Haul (feat. Mohna; Ki Records)
- 2017: Haul (feat. Blackout Problems; Ki Records)
- 2019: Graal (Prologue) [Remixes] (Ki Records)
- 2020: Ronda (Cercle Records)
- 2022: Solo (Ki Records)
- 2022: Fjäll (feat. Fejká; Ki Records)
- 2022: New Fires (feat. Henry Green; Ki Records)
- 2023: Envy (feat. Mogli; Ki Records)
- 2023: Brave (Ki Records)
- 2023: Roused (feat. Malou; Ki Records)
- 2024: Ease (Ki Records)
- 2024: Portals (feat. Mogli; Ki Records)
- 2024: When Everything Was New (Ki Records)
- 2024: Felt (feat. Henry Green; Ki Records)